# Sometimes I Wish We Were an Eagle
Sometimes I Wish We Were an Eagle ist das zweite Musikalbum von Bill Callahan, das unter seinem bürgerlichen Namen veröffentlicht wurde. Es erschien am 14. April 2009 bei Drag City. Es wurde vom bekannten Produzenten John Congleton sowie Brian Beattie produziert.

## Entstehungsgeschichte
In einem Interview mit Uncut beschrieb Callahan die Aufnahmen für das Album:

„Ich habe die Haupttracks im August, glaube ich, mit einer Band aufgenommen. Hab dann die Tracks zum Arrangeur Brian Beattie gegeben, um ein paar Streicher- und Hörnerparts schreiben zu lassen, während ich auf Tour war in Südamerika und Nordamerika. Als ich zurück war, haben wir die Instrumente eingespielt – auf ganz altmodische Art und Weise – vier oder fünf Streicherspieler versammelten sich um ein Mikrophon. Die Band besteht aus ein paar Kumpeln, mit denen ich seit einer Zeit ein bisschen getourt haben, Jaime Zuverza an der Gitarre. Brian hat seinen Spielstil als "unmacho" beschrieben, was ich großartig fand. Und Luis Martinez am Schlagzeug. Der Bassist war Bobby Weaver, welcher ein Freund vom Produzenten John Congleton war.“

## Rezeption
Markus Wollmann gibt der Platte 9/10 Punkte und schreibt bei Plattentests:

„Wer nun abermals innere Zerrissenheit erwartet, so wie sie Callahan wieder und wieder auf erdrückende oder auch subtile Weise geboten hat, wird hier nicht fündig werden. "Sometimes I wish we were an eagle" ist kein Fall in philosophisch ausgeschmücktes Selbstmitleid, kein Sturz in kehlenzuschnürenden Existenzialismus und depressive Verstimmung. Die Reife Callahans zeigt sich auf seinem nunmehr 13. Album in weitreichender, kluger Selbstreflexion.“

Jan Wigger bespricht das Werk bei Spiegel Online und vergibt ebenfalls 9/10 Punkte:

„Wie Callahan in "My Friend" die Worte "I will always love you" als exaktes Gegenteil von Whitney Houston intoniert, ist unnachahmlich, und die bloße Schönheit von "Too Many Birds" lässt die Gedanken wandern – zu "A Guiding Light", zu "River Guard", zu "Rock Bottom Riser" und all den anderen rätselhaften Poemen von Smog. "It's time to put God away" sprechsingt Callahan im fabelhaften, fast zehnminütigen "Faith/Void". Man kann es nicht oft genug betonen.“

Das Album wurde positiv bewertet und wurde vom Mojo Magazine als zweitbestes Album 2009 gelistet.

## Titelliste
Alle Lieder wurden von Bill Callahan geschrieben.
1. "Jim Cain" – 4:39
2. "Eid Ma Clack Shaw" – 4:19
3. "The Wind and the Dove" – 4:34
4. "Rococo Zephyr" – 5:42
5. "Too Many Birds" – 5:27
6. "My Friend" – 5:12
7. "All Thoughts Are Prey to Some Beast" – 5:52
8. "Invocation of Ratiocination" – 2:41
9. "Faith/Void" – 9:44